# دوري كرة القدم الإنجليزي 1991–92
دوري كرة القدم الإنجليزي 1991–92 (بالإنجليزية: 1991–92 Football League First Division)‏ هو موسم من دوري كرة القدم الإنجليزي، أقيم خلال الفترة 17 أغسطس 1991 وحتى 2 مايو 1992م، وفاز فيه ليدز يونايتد.